# Necdet Özel

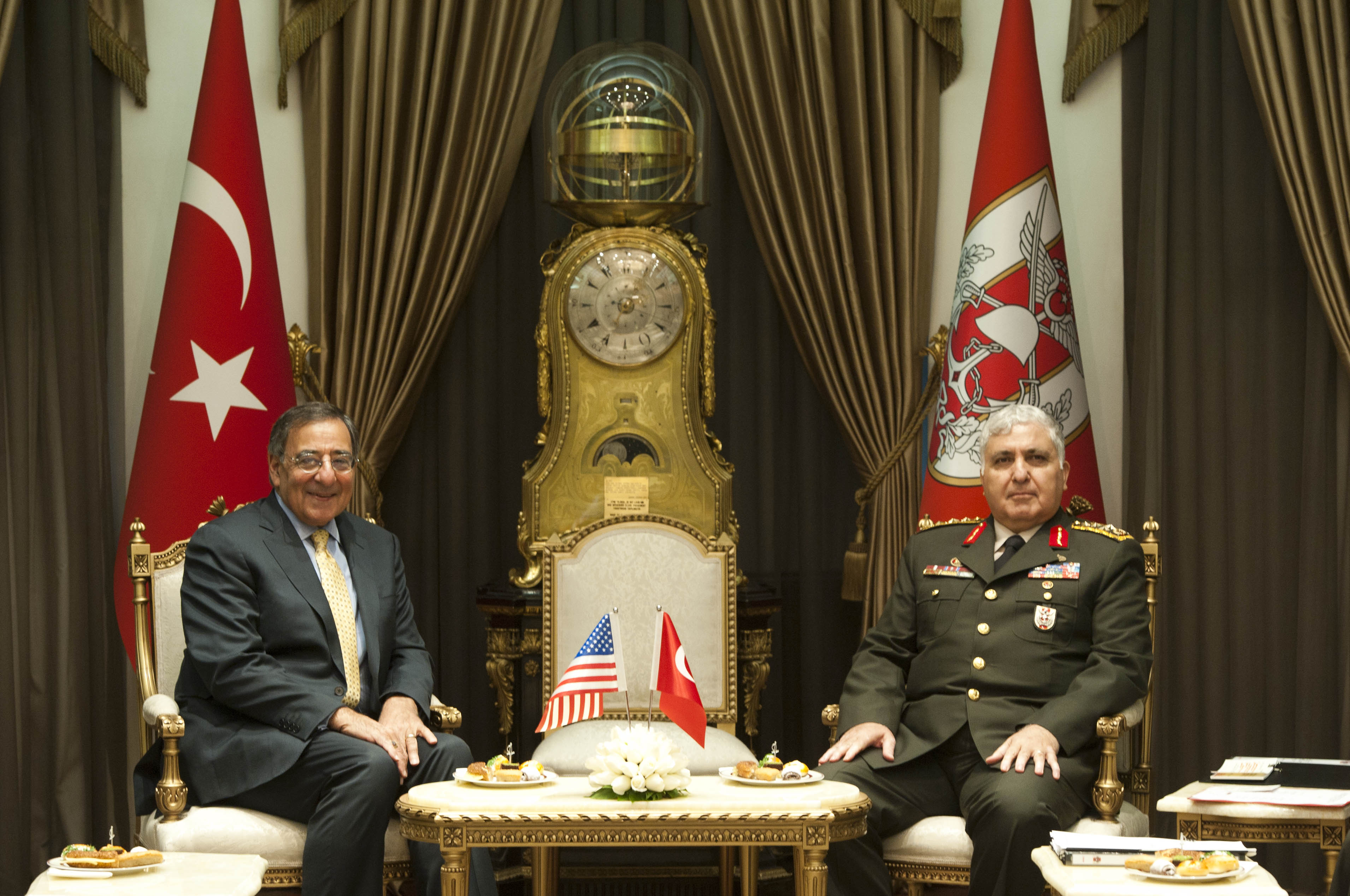
Özel (rechts) mit US-Verteidigungsminister Leon Panetta

Necdet Özel (* 1950 in Ankara) ist ein ehemaliger Generalstabschef der Türkischen Streitkräfte. Am 4. August 2010 wurde er Kommandeur der Jandarma (Militärpolizei). Die Heeresschule (Kara Harp Okulu) absolvierte Özel 1969. Ein Jahr später folgte die Infanterieschule. Bis 1978 hatte er verschiedene Verwendungen im Türkischen Heer. Anschließend studierte Özel an der Heeresakademie, die er 1980 abschloss. 1995 folgte die Ernennung zum Brigadegeneral und 2003 zum Generalleutnant.
Im August 2010 wurde er vorläufig zum Kommandeur der Jandarma bestellt. Nachdem im Juli 2011 der Generalstabschef der Türkischen Streitkräfte Işık Koşaner und die Oberbefehlshaber der Teilstreitkräfte gemeinsam zurückgetreten waren, ernannte Ministerpräsident Recep Tayyip Erdoğan am 29. Juli 2011 Özel zum neuen Oberkommandierenden des Heeres und stellvertretenden Generalstabschef. Am 4. August übernahm er das Amt des Generalstabschefs offiziell. Turnusgemäß wurde er am 18. August 2015 von Hulusi Akar abgelöst.
Özel ist verheiratet und Vater eines Kindes.